# Arcachon

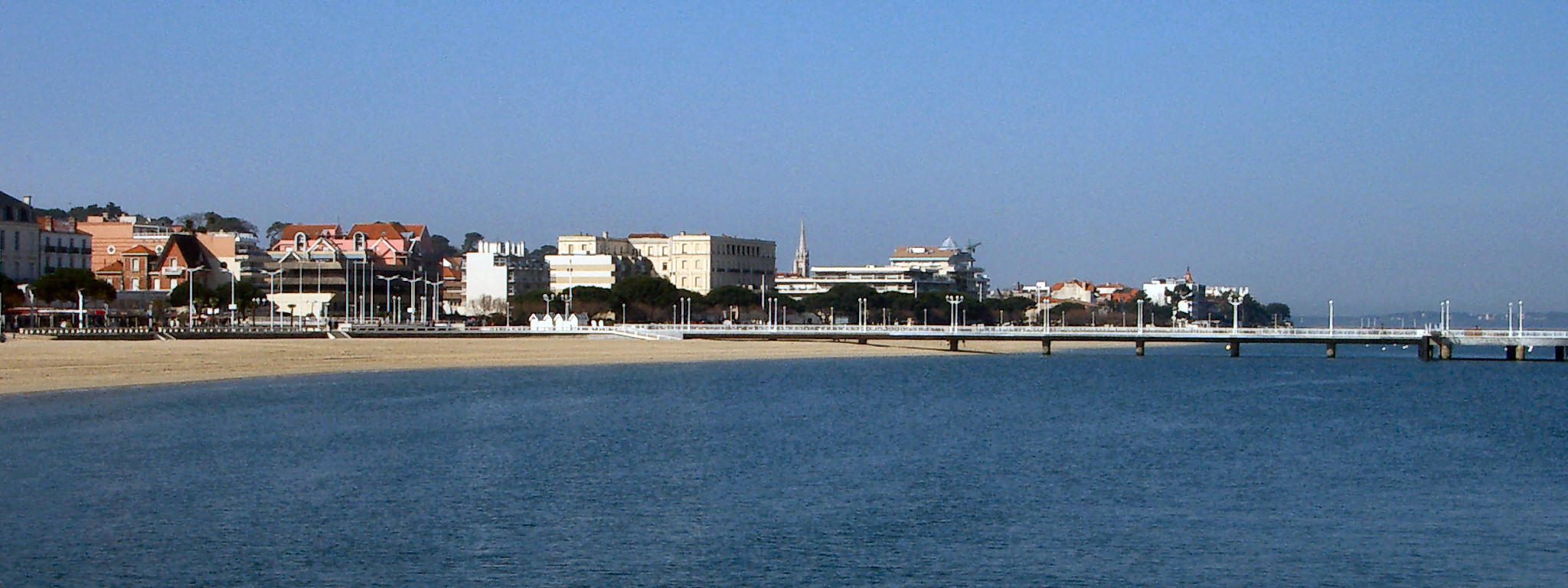
Arcachon

Arcachon – miejscowość i gmina we Francji, w regionie Nowa Akwitania, w departamencie Żyronda. Jest to popularne kąpielisko z łagodnym klimatem, na atlantyckim wybrzeżu południowo-zachodniej Francji, 55 kilometrów na południowy zachód od Bordeaux.
Według danych na rok 1990 gminę zamieszkiwało 11 770 osób, a gęstość zaludnienia wynosiła 1557 osób/km² (wśród 2290 gmin Akwitanii Arcachon plasuje się na 31. miejscu pod względem liczby ludności, natomiast pod względem powierzchni na miejscu 1236.).

## Miasta partnerskie
- Amherst, Stany Zjednoczone
- Goslar, Niemcy
- Aveiro, Portugalia
- Gardone Riviera, Włochy
- Pescara, Włochy